# لغة هدف (ترجمة)
اللُّغَة الهدف أو ما تُدعى بـ «اللغة المُستَقبَلَة» في الترجمة، هي اللغة التي يتم الترجمة إليها. وهي بذلك نقيض اللغة المصدر والتي يتم الترجمة منها.
وتُعرَف اللغة الهدف أيضًا -بمُعظَم السياقات المِهَنِيَّة- باللغة الأم للمترجم. وعادةً ما تَتَطَلَّبُ الترجمةُ لمجالاتٍ تخصُصيَّة أو مِهَنِيَّة معرفةً عمليَّة بجانب الإلمام بالمُصطَلَحَات المُناسِبَة باللغة الهدف. فمثلاً: لا تَتَطَلَّبُ ترجمةُ نصٍ قانونيّ إجادةَ اللغة الهدف فحسب، بل وأيضًا الإلمام بالمُصطَلَحات الخاصة بالمجال القانوني في اللغة الهدف.
مع أنهَّ لا يمكن استنساخ شكل وأسلوب اللغة المَصدَر باللغة الهدف، إلا أنَّ ذلك يُفلحُ على صعيد المعنى والمُحتوى. فقَدْ استَرسَلَ اللغويّ رومان جاكبسون بالتأكيد على أن جميع التجارب المعرفيَّة يمكن تصنيفها والتعبير عنها بأيَّة لغة حيَّة.